# ホアキン・フェルナンデス
ホアキン・フェルナンデス・モレーノ（Joaquín Fernández Moreno  ,  1996年5月31日 - ）は、スペイン・アンダルシア州アルメリア県ウエルカル・デ・アルメリア出身のプロサッカー選手。スュペル・リグのトラブゾンスポル・クラブに所属している。ポジションはDF。

## 来歴
2010年に地元のUDアルメリアのカンテラに入団。2012-13シーズン途中にセグンダ・ディビシオンB所属のBチームに昇格。以降Bチームの主力選手として活躍。
2015-16シーズンにトップチームに昇格。2015年10月14日のコパ・デル・レイのジムナスティック・タラゴナ戦でプロデビュー。翌2016年1月9日のCDミランデス戦でリーグ戦初出場。以降チームの中心選手となり、2016年12月1日には2021年までの契約を締結した。
2018年8月31日、レアル・バリャドリードと2023年までの契約を締結。2019年4月19日のデポルティーボ・アラベス戦で、ラ・リーガ初ゴールを決めた。
2023年6月30日、トラブゾンスポル・クラブに移籍した。